# 迈尔谢瓦特
迈尔谢瓦特，是匈牙利沃什州所辖的一个村，总面积10.54平方公里，总人口572，人口密度54.3人/平方公里（2010年1月1日）。